# János Adorján
Pour les articles homonymes, voir Adorjan (homonymie).
Dans le nom hongrois Adorján János, le nom de famille précède le prénom, mais cet article utilise l’ordre habituel en français János Adorján, où le prénom précède le nom.
János Adorján, né le 1er janvier 1882 à Sorkitótfalu et mort le 2 juillet 1964 à Budapest, est un ingénieur en mécanique hongrois. Après avoir obtenu son diplôme d’ingénieur à Stuttgart en 1903, il a collaboré avec Gottlieb Daimler. Il a travaillé ensuite entre 1906 et 1909 dans l’industrie automobile à Paris avant de rentrer en Hongrie pour y réaliser un moteur d’aviation 2 cylindres en V de 25 ch, associé à un autre hongrois, F. Dedics.
Ce moteur fut installé sur l'Adorjan A-I Libelle, un avion monoplan de type Blériot dessiné par János Adorján et construit par l’usine des frères Köhler et l’Université technique de Budapest. Sur cet avion, qui vole avec succès le 9 décembre 1909, János Adorján fut le premier pilote hongrois à avoir volé dans son pays sur un aéronef conçu localement. (Envergure : 8,79 m ; Longueur : 7,31 m ; Poids total : 280 kg). Pilotant une nouvelle version de son monoplan, l'Adorjan A-II Strucc, János Adorján se classa troisième sur 29 concurrents dans la Course Aérienne Internationale disputée en juin 1910 à Rákosmező. (Envergure : 8,0 m ; Longueur : 7,31 m ; Poids total : 280 kg) 
En 1912, János Adorján reviendra à l’automobile, devenant représentant de Mercedes, puis, après la guerre, collaborant à la réalisation des autocars Ikarus.